# Lijst van burgemeesters van Veur
Dit is een lijst van burgemeesters van de voormalige Nederlandse gemeente Veur in de provincie Zuid-Holland. De gemeente Veur ontstond op 1 april 1817 en is per 1 januari 1938 met de gemeente Stompwijk samengevoegd tot de nieuwe gemeente Leidschendam.
| Ambtsperiode | Naam burgemeester                                              | Partij of stroming | Bijzonderheden                                                                                                   |
| ------------ | -------------------------------------------------------------- | ------------------ | --- |
| 1810 - 1842  | Coenraad van Eijk                                              |                    | schout/burgemeester                                                                                              |
| 1842 - 1850  | Jhr. mr. Jan Hendrik (J.H.) Caan van Neck                      |                    | Aansluitend burgemeester van Rijswijk.                                                                           |
| 1850 - 1861  | Jean Guillaume Elisa (J.G.E.) Velthuijsen                      |                    | Tevens burgemeester van Stompwijk.                                                                               |
| 1861 - 1881  | Thomas Christiaan (T.C.) Roering                               |                    | Tevens burgemeester van Stompwijk.                                                                               |
| 1881 - 1915  | Pleunis van Duijvendijk                                        |                    | Tevens burgemeester van Stompwijk. Voorheen burgemeester van Zwartewaal en van Sommelsdijk.                      |
| 1915 - 1920  | Joseph Petrus Joannes Marie (J.P.J.M.) Sweens                  | RKSP               | Tevens burgemeester van Stompwijk. Voorheen burgemeester van Noordwijkerhout.                                    |
| 1920 - 1937  | Wilhelmus Joannes Henricus Josephus Maria (W.J.H.J.M.) Keijzer | RKSP               | Tevens burgemeester van Stompwijk. Voorheen burgemeester van Berghem, aansluitend burgemeester van Leidschendam. |